# Chasseurs d'Afrique

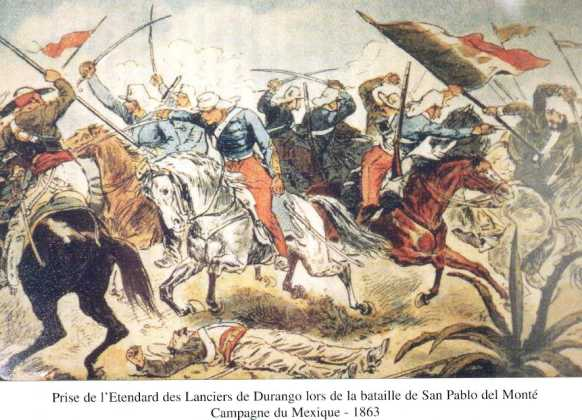
Charge des chasseurs d'Afrique au cours de la bataille de San Pablo del Monte (5 mai 1863).

Les chasseurs d'Afrique  sont à l'origine des unités de cavalerie française 
de l'armée d'Afrique, appartenant  à l’Armée de terre française, ayant existé entre 1831 et 1964.

## Historique

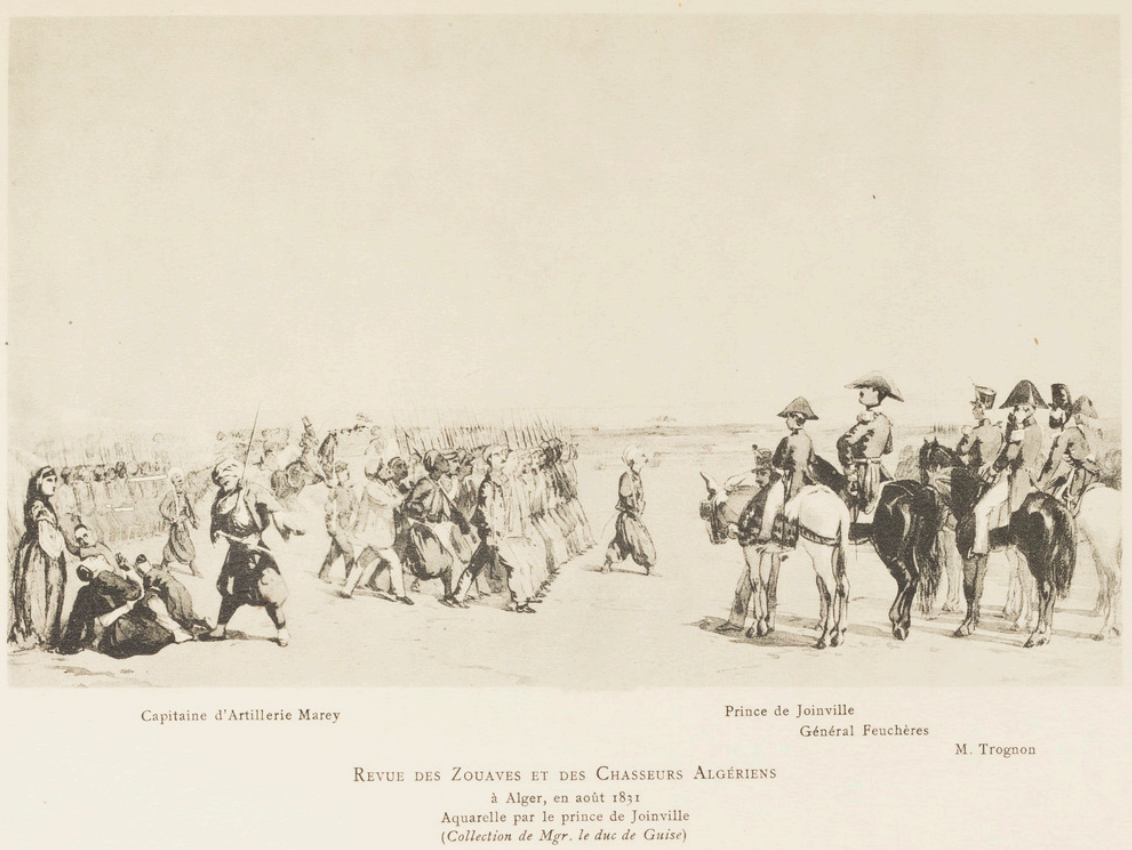
Revue des zouaves et des chasseurs algériens (zouaves à cheval) commandés par le capitaine Marey, en août 1831, par François d'Orléans, prince de Joinville et le général Feuchères.

En Algérie française après la conquête française est formée en octobre 1830 une cavalerie indigène, les « chasseurs algériens », commandées par le chef d'escadron Marey-Monge et le capitaine Joseph Vantini (alias Youssouf), brillant cavalier arrivé de Tunisie. L'ordonnance royale du 21 mars 1831 qui confirme la formation du corps des zouaves, précise que les deux escadrons de cavalerie indigène, sont intégrés au corps des zouaves en tant que zouaves à cheval, sous la dénomination de « chasseurs algériens », dont le premier commandant est Marey-Monge. Par l'ordonnance royale du 17 novembre 1831, cette cavalerie indigène est incorporée dans deux nouveaux régiments dénommés « chasseurs d'Afrique  » créés à Alger et Oran à l'aide de chasseurs à cheval provenant des trois escadrons débarqués en 1830 et de volontaires provenant de la cavalerie métropolitaine.
Un troisième régiment est créé le 1er février 1833. 
En 1839, l’ordonnance du 31 août réorganise la cavalerie française et indigènes en Algérie et constitue les chasseurs d’Afrique à quatre régiments par création du 4e régiment de chasseurs d’Afrique à Bône le 23 décembre 1839. Les 1er et 2e régiments comprennent chacun six escadrons français et deux escadrons indigènes. Les 3er et 4e comptent cinq escadrons français et un escadron indigène, soit au total vingt-deux escadrons français et six escadrons indigènes. 
Le 7 décembre 1841, les escadrons indigènes des chasseurs d’Afrique passent  au corps de cavalerie indigène créé à cette date sous le nom de spahis et comme les zouaves, les chasseurs d'Afrique ne deviennent exclusivement français qu'à partir de cette date. Les régiments de chasseurs d'Afrique sont désormais des unités de cavalerie composées très majoritairement d'européens quand les régiments de Spahis sont composés très majoritairement de cavaliers d'origine d'Afrique du Nord.
Un décret du 6 août 1887 forme les 5e (Alger) et 6e chasseurs d’Afrique (Madagascar).
Aujourd'hui, les traditions du 1er Chasseurs d'Afrique ont été reprises par le centre de formation de l'arme blindée et cavalerie, depuis 1998, celles du 3e  Chasseurs d'Afrique par le Centre de formation initiale des militaires du rang de la 7e Brigade Blindée en 2019 et celle du 12e chasseurs d'Afrique par le Centre de formation initiale des militaires du rang de la 2e Brigade blindée depuis 2019.

## Faits d'armes

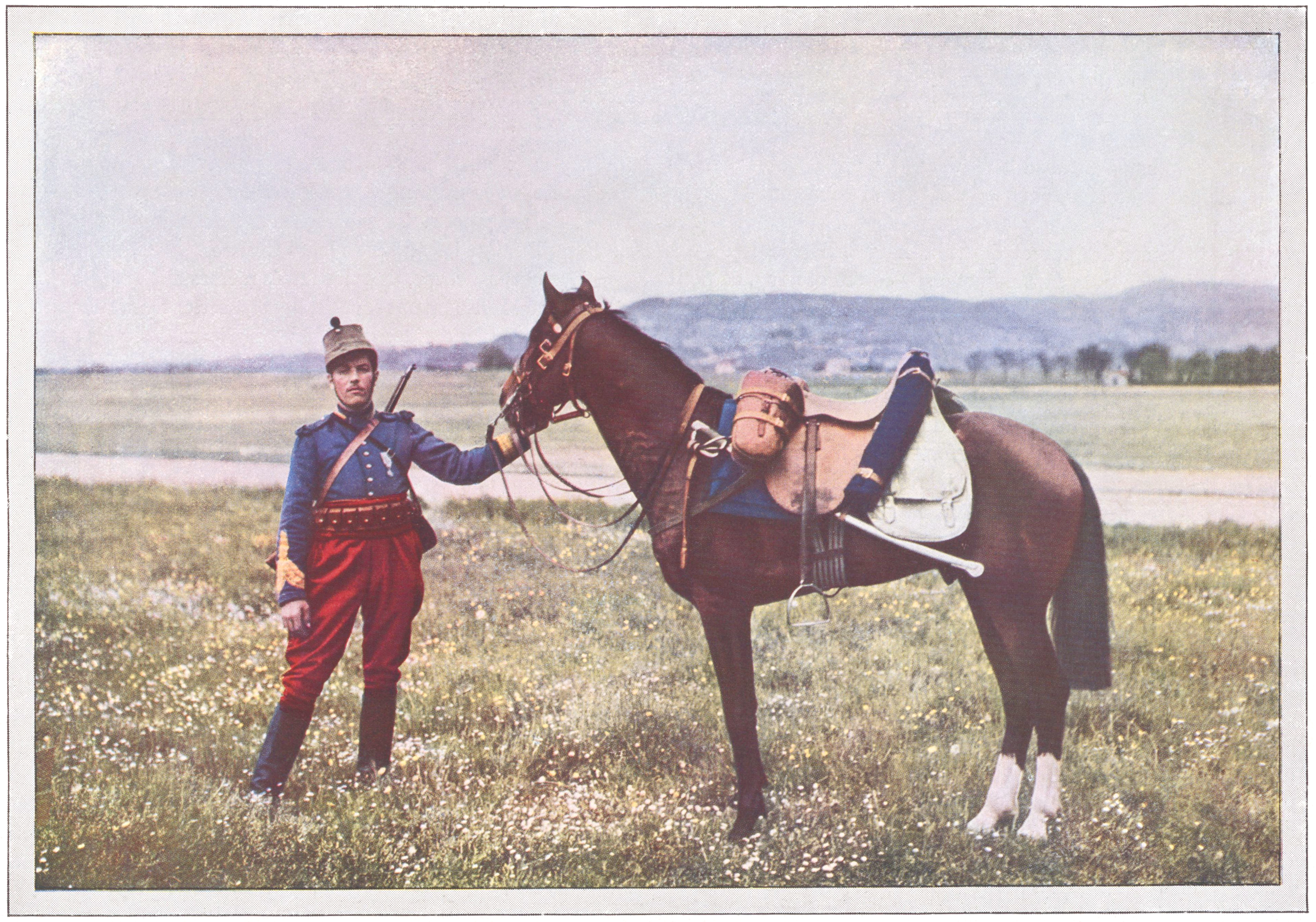
Chasseur d'Afrique en 1914, autochrome de Jules Gervais-Courtellemont.

Ils participent à de nombreuses campagnes du Second Empire et de la IIIe République : conquête de l'Algérie, guerre de Crimée (1854-1855), campagne d'Italie (1859), expédition de Chine (1860), expédition française en Syrie (1860), guerre du Mexique (1862-1867), guerre franco-prussienne de 1870-1871,  campagnes de Tunisie (1881-1882), du Tonkin (1884-1885), Dahomey (1892), Madagascar (1895), opérations de pacification en Algérie, au Sahara, campagne du Maroc de 1907 à 1914. Ils s'illustrent ensuite durant la Première Guerre mondiale puis durant la Seconde Guerre mondiale, en Tunisie (1942-1943), en Italie (1943-1944), en Provence (1944), dans les Vosges (1944), en Alsace (1944-1945).
En 1870, lors de la bataille de Sedan, les chasseurs d'Afrique chargent à Floing à quatre reprises sous un feu intense et se font massacrer. Le roi de Prusse Guillaume Ier, qui observe les charges depuis La Marfée, s'exclama devant leur courage : « Ah ! Les braves gens ! ».

## Régiments de chasseurs d'Afrique

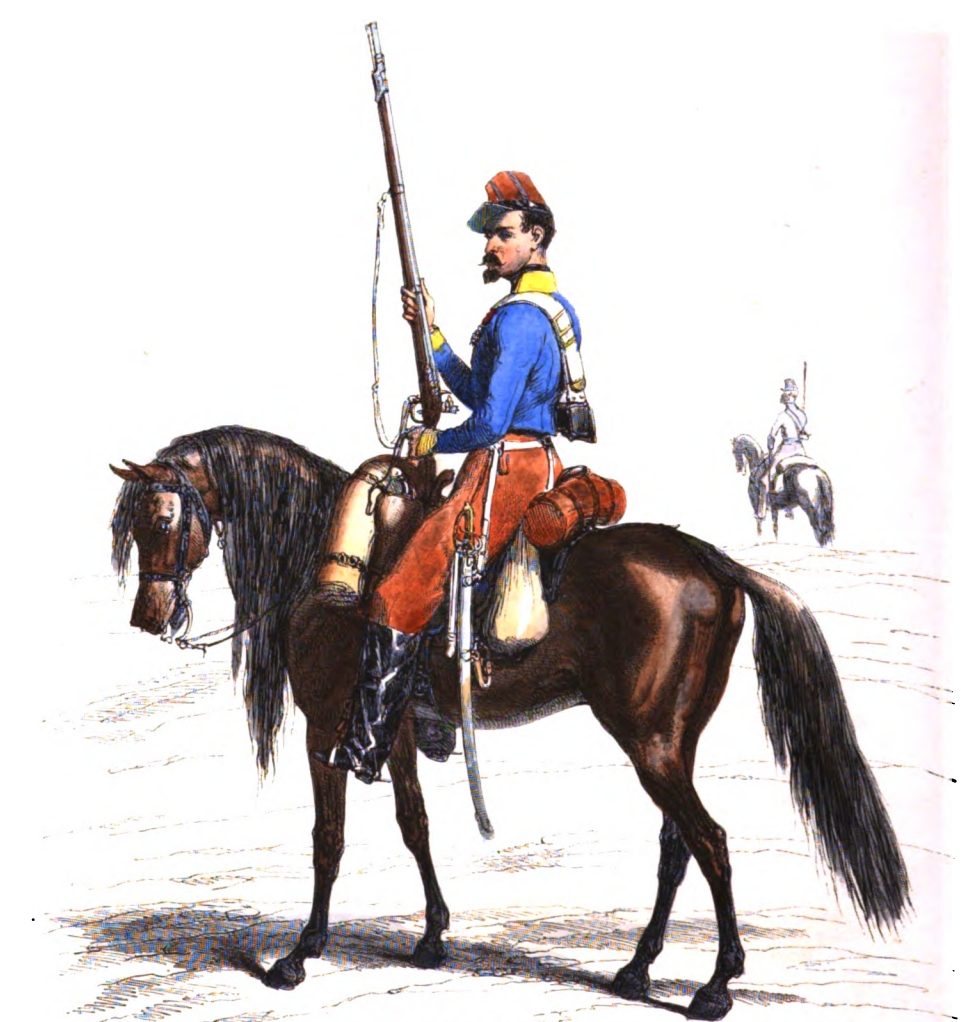
Chasseurs d'Afrique - Tenue de guerre vers 1840

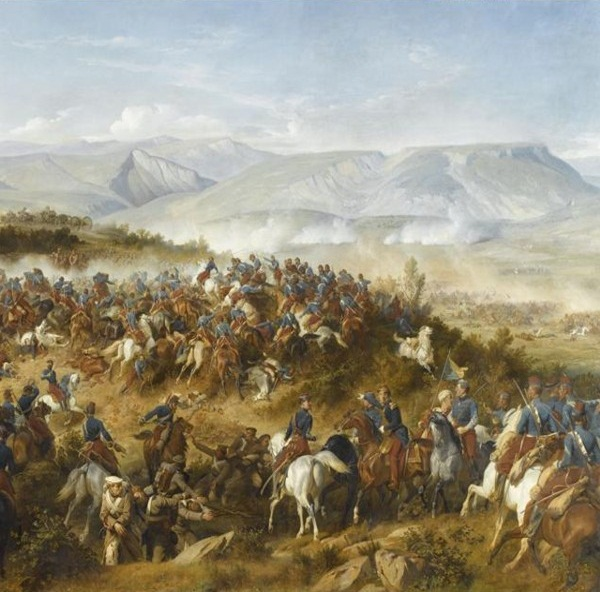
Les chasseurs d'Afrique à la bataille de Balaklava d'après Henri Félix Emmanuel Philippoteaux (1815-1884).

### Régiments actuels
- 1er régiment de chasseurs d'Afrique de Canjuers
- 3e régiment de chasseurs d'Afrique du Valdahon
- 12e régiment de chasseurs d'Afrique de Bitche

### Régiments dissous
- 2e régiment de chasseurs d'Afrique
- 4e régiment de chasseurs d'Afrique
- 5e régiment de chasseurs d'Afrique
- 6e régiment de chasseurs d'Afrique
- 7e régiment de chasseurs d'Afrique
- 8e régiment de chasseurs d'Afrique
- 9e régiment de chasseurs d'Afrique
- 10e groupe autonome de chasseurs d'Afrique
- 11e régiment de chasseurs d'Afrique